# 송당초등학교
송당초등학교는 대한민국 제주특별자치도 제주시 구좌읍 송당리에 있는 공립 초등학교이다.

## 학교 연혁
- 1937년 5월 3일 송당간이학교 설립 인가(2년제)
- 1944년 3월 1일 송당공립국민학교 개교(신입생부터 6년제)
- 1948년 11월 21일 제주 4·3사건 군토벌전으로 전교실 소실(평대교에 병합)
- 1953년 4월 10일 송당국민학교로 개교
- 1957년 8월 15일 현 교지로 이설
- 1985년 8월 3일 병설유치원 설립 인가
- 1987년 7월 10일 향토관 설치(민구류 112점)
- 1996년 3월 1일 송당초등학교로 개명
- 2001년 10월 10일 향토관 이설 신향토관(66m2)신축 개관
- 2008년 10월 17일 도서실, 특별교실, 다목적실, 교장실 증축
- 2008년 11월 15일 영어체험실 구축
- 2009년 6월 18일 과학실 현대화사업
- 2012년 3월 1일 급식소 내부 리모델링 공사
- 2012년 10월 5일 학교 숲 '빛솔정원' 개원
- 2013년 2월 5일 송당목관앙상블 창단연주회
- 2013년 10월 5일 실외골프연습장 개장
- 2013년 12월 5일 아름다운 숲 대회 공존상 수상
- 2014년 1월 10일 컴퓨터실 현대화, 골프연습장 정비
- 2015년 2월 10일 운동장정비(천연잔디운동장 개장)
- 2015년 11월 19일 전자칠판 2개 교실 설치
- 2016년 10월 6일 제5회 목관앙상블 정기연주회
- 2016년 11월 9일 JIBS 콩쿨 대회 금상(1위) 수상
- 2019년 6월 27일 다목적 강당 '당오름관' 개관
- 2019년 6월 27일 2019 JIBS 음악콩쿠르 금상(1위) 수상
- 2020년 3월 1일 제29대 문정옥교장 부임
- 2020년 5월 22일 향토관 개축
- 2020년 8월 18일 도서관 리모델링 개관
- 2021년 1월 27일 제68회 졸업식(총 졸업생 1,506명)
- 2021년 3월 1일 제주형 자율학교(다혼디배움학교)지정(4년간)
- 2022년 jibs음악 콩쿨 금상(1위수상)

## 참고 자료
- 송당초등학교 - 한국교육학술정보원 학교알리미